# Park Young-chul
Park Young-Chul (kor. 박영철; ur. 14 kwietnia 1954) – południowokoreański judoka. Brązowy medalista olimpijski z Montrealu 1976, w wadze średniej.
Brązowy medalista mistrzostw świata w 1979 roku.

## Letnie Igrzyska Olimpijskie 1976
| Konkurencja | Rundy eliminacyjne   | Rundy eliminacyjne | Rundy eliminacyjne   | Rundy finałowe       | Rundy finałowe        | Klas. końcowa |
| Konkurencja | Przeciwnik I         | Przeciwnik II      | Przeciwnik III       | Przeciwnik IV        | Przeciwnik V          | Miejsce       |
| ----------- | -------------------- | ------------------ | -------------------- | -------------------- | --------------------- | ------------- |
| 80 kg       | Bertil Ström (SWE) Z | Endre Kiss (HUN) Z | Isamu Sonoda (JPN) P | Paul Buganey (AUS) Z | Fred Marhenke (FRG) Z | 3.            |